# Vollmer
Vollmer GmbH & Co. KG i. L. или Vollmer — немецкая фирма-производитель аксессуаров для железнодорожных моделей. Штаб-квартира компании находилась в Штутгарте. В 2014 году компания Viessmann Modelltechnik приобрела все права на бренд Vollmer и с тех пор продолжает им управлять.

## История
Компания была основана в 1946 году оптиком Вольфрамом Карлом Воллмером. Первоначально компания производила изделия из листового металла, такие как пуговицы и булавки для галстука. Первые пластиковые изделия компания выпустила в 1948 году, а в 1949 году Vollmer впервые представил запатентованную миниатюрную контактную сеть на Нюрнбергской Международной выставке игрушек. После начала серийного производства контактной сети, мостов и других принадлежностей для модельных железных дорог в типоразмере H0, а затем N и Z. С 1995 года компания начала выпускать модели в типоразмере G, а с 2005 года — TT. В 1956 году началась стройка здания завода в Штутгарте-Цуффенхаузене. В 1963, 1973 и 1979 годах он был завод был значительно расширен.